# روبرت ماركوتشي
روبرت ماركوتشي (بالإنجليزية: Robert P. Marcucci)‏ ملحّن أمريكي، ولد عام 1930 بفيلادلفيا بولاية بنسيلفانيا (الولايات المتحدة الأمريكية). أسس شركة Chancellor Records (المستشار للتسجيلات)، بالتشارك مع بيتر دي أنجليس عام 1957، باقتراض ماليّ من والد ماركوتشي. كتب ماركوتشي ولحّن، بالتعاون مع دي أنجليس، العديد من الأغاني لعدّة مغنّين، منهم دين مارتن وإيدي فيشر ومايك دوغلاس وبوبي ريدال. أسفر عملهما مع فرانكي أفالون وفابيان في أواخر خمسينات وأوائل ستينات القرن الماضي عن عدّة نجاحات باهرة، منها أغنية أفالون "Venus" («الزُهرة») وأغنية فابيان "Young and Wonderful" («شاب ورائع»).

## موسيقى شارة الأفلام التي لحّنها
- إلى الشمال نحو ألاسكا (بالإنجليزية: North to Alaska)‏ (فيلم وسترن، الولايات المتحدة الأمريكية، عام 1960): بالتعاون مع بيتر دي أنجليس وليونيل نيومان.
- القشتالي (بالإنجليزية: The Castilian)‏ (الولايات المتحدة الأمريكية، عام 1963)

## الأفلام التي أنتجها
- حدّ الشفرة (بالإنجليزية: The Razor's Edge)‏ (الولايات المتحدة الأمريكية، عام 1984)
- الإبر (بالإنجليزية: Stitches)‏ (الولايات المتحدة الأمريكية، عام 1985)

## روابط خارجية
- روبرت ماركوتشي على موقع IMDb (الإنجليزية)
- روبرت ماركوتشي على موقع ميوزك برينز (الإنجليزية)
- روبرت ماركوتشي على موقع ميوزك برينز (الإنجليزية)
- روبرت ماركوتشي على موقع ديسكوغز (الإنجليزية)
- روبرت ماركوتشي على موقع ديسكوغز (الإنجليزية)
- روبرت ماركوتشي على موقع قاعدة بيانات الفيلم (الإنجليزية)